# Josip Osana
Josip Osana, slovenski filolog in stenograf, * 26. februar 1886, Ljubljana, † 1951

## Življenje in delo
Ljudsko šolo je obiskoval na Razdrtem, v Ljubljani, Novi vasi na Blokah in Zagorju pri Pivki, med letoma 1897–1905 pa II. državno gimnazijo v Ljubljani, nato je na Dunaju študiral klasično filologijo (1905–1910) in leta 1912 opravil profesorski izpit ter se aprila 1912 zaposlil na I. državni gimnaziji v Ljubljani. V času študija na Dunaju je opravil tudi izpit iz slovenske stenografije. Pisal je članke o pomenu grškega pouka na srednjih šolah in sodeloval pri Bradačevi Grški slovnici za srednje šole (Lj. 1919). Pripravil je Načrt zakona o srednjih šolah v kraljevini SHS (1922) ter pregledal stenogramske priloge k obema deloma Novakove Slovenske stenografije I. in II. del (1921/1922). 